# The Tea Party
Pour les articles homonymes, voir Tea Party.
The Tea Party est un groupe canadien de rock, originaire de Windsor, en Ontario. Formé au début des années 1990, The Tea Party est un power trio qui pratique un rock influencé par Led Zeppelin et The Doors ; son leader est Jeff Martin qui donne une identité musicale au groupe. Les albums Transmission, The Edge of Twilight et Triptych représentent bien les différentes facettes du groupe. Après la sortie de l'album Seven Circles, le groupe se sépare. Jeff Martin continue l'aventure en solo en revenant à ce que le groupe faisait à ses débuts. The Tea Party compte huit albums chez EMI Music Canada, dont deux millions d'exemplaires vendus à l'international ; quatre sont certifiés double–disque de platine, un disque de platine et quatre disques d'or au Canada.

## Histoire

### Débuts (1990–1995)
The Tea Party est formé en 1990 par Jeff Martin, Stuart Chatwood et Jeff Burrows après un marathon de jam session aux Cherry Beach Rehearsal Studios de Toronto. Adolescents, chacun des membres jouaient dans divers groupes locaux de Windsor, duquel ils sont originaires. Ils décident de nommer leur nouveau groupe The Tea Party d'après les hash sessions des poètes de la Beat Generation Allen Ginsberg, Jack Kerouac et William Burroughs.
The Tea Party publie son premier album, éponyme, en 1991, distribué sur leur propre label, Eternal Discs. L'album s'inspire du rock et du blues psychédélique, et est produit par Martin ; la production de l'album est quelque chose que Martin continuera sur les albums de Tea Party, afin que le groupe puisse avoir le contrôle total de sa musique. En 1991, le trio musical distribue, sans contrat avec un label, 3500 copies de leur premier album. Cela attire l’attention de plusieurs labels. En 1993, The Tea Party signe avec EMI Music Canada et sort son premier album chez une major, Splendor Solis. En 1994, l'album est publié en Australie, avec le single Save Me qui lance la carrière du groupe dans le pays. Le groupe reçoit le soutien de la chaine de radio locale Triple J, permettant au groupe de tourner à l'international, avec Save Me comme morceau préféré par leur public.

### Succès (1995–2000)
Développant le style musical des Tea Party en 1995, The Edges of Twilight est enregistré sous instrumentation indienne notamment. Sister Awake, le troisième single de l'album, définit ce que fait le groupe, mêlant rock et musiques du monde. Sister Awake se base, d'une manière acoustique, sur la guitare 12 cordes, la sitar, sarod, l'harmonium et les goblet drums. The Edges of Twilight est l'album le mieux vendu des Tea Party avec 270 000 exemplaires ; il est certifié double disque de platine au Canada et platine en Australie.
Après leurs tournées à succès au Canada, en Europe et en Australie en 1996, The Tea Party enregistre Alhambra, qui comprend des réenregistrement en version acoustique de morceaux issus de The Edges of Twilight. Transmission, publié en 1997 voit The Tea Party s'orienter vers l'electronica. Triptych suit en 1999, le premier single Heaven Coming Down] atteignant la première place des radios canadiennes.

### Suites (2000–2005)
Le groupe sort une compilation intitulée Tangents: The Tea Party Collection en 2000 ; cette année, le groupe est nommé pour un Prix Juno dans la catégorie meilleur groupe. Ils sortent un CD/DVD de clips intitulé Illuminations en 2001. Il est enregistré aux Metalworks Studios de Mississauga, en Ontario. The Tea Party sort The Interzone Mantras plus tard dans l'année, et se joint en 2002 aux orchestres symphoniques à travers le Canada.
Seven Circles, leur dernier album, est publié en 2004. The Interzone Mantras et Seven Circles reviennent à leur son d'origine. En octobre 2005, The Tea Party se sépare à cause de divergences créatives, avec Martin qui annonce une carrière solo.

### Retour (depuis 2011)
Le 12 avril 2011, une page Facebook est lancée avec comme titre The band is scheduled to play a select number of dates in 2011. En octobre 2016, le groupe annonce une tournée spéciale pour les 20 ans de son album Transmission.
Le 26 avril 2020, The Tea Party publie sur son compte YouTube une nouvelle reprise de Isolation de Joy Division, qui coïncidait avec les ordres d'isolement de la pandémie de Covid-19 auxquels la majeure partie du monde était soumise afin d'arrêter la propagation du virus. Le 6 juillet 2020, elle est mise à disposition en téléchargement numérique sur le site web du groupe. Elle a été suivie d'une deuxième reprise, Everyday Is Like Sunday de Morrissey, disponible sur les services de musique en continu le 29 mai 2020. The Tea Party programme une tournée nationale Saints and Sinners Tour 2020 pour juin et juillet, avec les têtes d'affiche canadiennes Sloan, Headstones et Moist. La pandémie de Covid-19 ayant contraint les salles de spectacle à fermer temporairement, la tournée est reprogrammée pour novembre 2021. La tournée est ensuite annulée, et l'annonce est faite via le compte Twitter du groupe. 

## Membres
- Jeff Martin - chant, guitare, sitar, sarod, oud, banjo, mandoline, dumbek, hurdy-gurdy, esraj, percussions, thérémine (1990–2005, depuis 2011)
- Stuart Chatwood - basse, guitare, claviers, harmonium, percussions, mandoline, tambura, violoncelle, lap steel guitar, pédale de basse (1990–2005, depuis 2011)
- Jeff Burrows - batterie, percussions, djembé, tabla (1990–2005, depuis 2011)

## Discographie
- 1991 : The Tea Party
- 1993 : Splendor Solis
- 1995 : The Edge of Twilight
- 1997 : Alhambra (EP)
- 1997 : Transmission
- 1999 : Triptych
- 2000 : Tangents
- 2001 : Interzone Mantra
- 2004 : Seven Circles
- 2012 : Live From Australia
- 2014 : The Ocean at the End
- 2015 : The Edges of Twilight
- 2019 : Black River
- 2021 : Blood Moon Rising (UE et Russie)
- 2021 : Sunshower EP